# Nagyér
Nagyér là một thị trấn thuộc hạt Csongrád, Hungary. Thị trấn này có diện tích 12,29 km², dân số năm 2010 là 504 người, mật độ 41 người/km².